# Диссипативные силы
Диссипати́вные си́лы — силы, при действии которых на механическую систему её полная механическая энергия убывает (то есть диссипирует), переходя в другие, не механические формы энергии, например, в теплоту. Этим они отличаются от консервативных сил, под действием которых энергия системы сохраняется (лишь перераспределяясь между кинетической и потенциальной энергиями).
В общем случае диссипативными называются силы, всегда направленные противоположно скоростям частиц, и, следовательно, вызывающие их торможение. В отличие от консервативных (потенциальных) сил, они зависят не только от взаимного расположения тел, но и от их относительных скоростей (всегда направлены противоположно скоростям частиц).

## Пример диссипативных сил
Силы вязкого или сухого трения, сила аэродинамического сопротивления воздуха.